# Mirosław Gruszczyński
Mirosław Gruszczyński (ur. 23 czerwca 1943 we Włocławku, zm. 11 sierpnia 1989 w Szczecinie) – polski aktor teatralny, filmowy i radiowy, reżyser teatralny.

## Życiorys
Absolwent I Liceum Ogólnokształcącego im. Ziemi Kujawskiej we Włocławku (1961) oraz Państwowej Wyższej Szkoły Teatralnej im. Aleksandra Zelwerowicza w Warszawie (1965). Po ukończeniu studiów otrzymał angaż w Teatrze im. Juliusza Osterwy w Lublinie, gdzie występował w sezonie 1965/1966. Następnie, w latach 1966–1971 był członkiem zespołu Teatru Klasycznego w Warszawie. Stamtąd przeniósł się do Szczecina, z którym to miastem był związany aż do śmierci. Był aktorem Państwowych Teatrów Dramatycznych (1971–1975), a następnie Teatru Współczesnego (1975–1979, 1981–1987) oraz Teatru Polskiego (1979–1981). Występował i reżyserował również w Teatrze Krypta. Występował także w przedstawieniach Teatru Telewizji (1966–1977) oraz w słuchowiskach Teatru Polskiego Radia (1966–1985).
W latach 80. XX wieku zaangażował się w działalność opozycyjną, będąc przez pewien czas przewodniczącym struktur NSZZ „Solidarność” w teatrze. Działał również w szczecińskim Komitecie Obrony Więzionych za Przekonania. W tym okresie zdiagnozowano u niego schizofrenię, która to choroba od 1985 roku praktycznie uniemożliwiła mu pracę sceniczną (sporadycznie występował w teatrze i radiu).
Zginął tragicznie, wypadając z okna mieszkania w Szczecinie. Pochowany na cmentarzu Komunalnym we Włocławku (kwatera 84A-3-43).

## Filmografia
- Banda (1964) – Mirek
- Stajnia na Salvatorze (1967) – członek grupy Michała
- Znicz olimpijski (1969) – Janek
- Hubal (1973) – członek oddziału „Hubala”
- Urodziny Matyldy (1974) – Janusz, były mąż Matyldy
- Tylko Beatrycze (1975) – Stanisław
- Znak orła (1977) – komtur krzyżacki (odc. 13)

## Spektakle Teatru TV
- Stawka większa niż życie (1966) – Heinz (odc. 12)
- Czterech przyjaciół z ulicy Cichej (1967)
- Dekret (1967)
- Jest u nas kolumna w Warszawie (1967)
- Karykatury (1967) – Radowski
- Sztorm (1967) – inwalida
- Spokojna noc (1968)
- Kryptonim Maks (1969) – funkcjonariusz
- Niespodzianka (1969) – Franek
- Frytki do wszystkich dań (1970) – zgrywus
- Pierwsze trudne dni (1973) – robotnik I
- Joanna (1975 – sędzia
- Relacja (1976)
- Medea (1977) – Kreon

## Nagrody
- 1973 – II nagroda na VIII Ogólnopolskim Festiwalu Teatrów Jednego Aktora we Wrocławiu za spektakl pt. Dlaczego?[3]
- 1977 – wyróżnienie na XIX Festiwalu Teatrów Polski Północnej w Toruniu za rolę Mopsa w przedstawieniu pt. Farsa mrocznych
- 1978 – nagroda za całokształt pracy artystycznej i społecznej - Szczecin
- 1978 – nagroda na XX Festiwalu Teatrów Polski Północnej w Toruniu za rolę Konrada w przedstawieniu pt. Wyzwolenie
- 1979 – Bursztynowy Pierścień w plebiscycie „Kuriera Szczecińskiego”
- 1981 – II Nagroda Publiczności na XVI OPZTMF w Szczecinie za przedstawienie pt. Pójdź za mną
- 1984 – nagroda na XXIV Festiwalu Teatrów Polski Północnej w Toruniu za rolę w przedstawieniu pt. Szewcy